# سکو (معماری ایرانی)
سکو در معماری سنتی ایرانی به محلی در دو سوی در ورودی، برای استراحت در هنگام انتظار برای ورود یا گفتگو با همسایه‌ها گفته می‌شود.
سر در ورودی هلال تزئینی روی در و تنها قسمت خارج از خانه است که اغلب کاشی‌کاری دارد و معمولاً طوری ساخته می‌شده که در زمستان‌ها مانع از ریزش برف و باران بوده و در تابستان‌ها نیز مانعی برای تابش مستقیم آفتاب به شمار می‌رفته است. 
سکو عنصری است که عمومابه صورت زوج ساخته می شده است.در برخی از شهرها این سکو ها را "خواجه نشین" یا "پیر نشین" می نامیده اند. علاوه بر این سکو های پیرامون هشتی هم دارای همین کارکرد بودند. این عنصر در فضاهای ورودی جدید حذف شده است.